# Hanna Höckert
Hanna Höckert, född 23 januari 1976 i Motala, är en svensk fotbollstränare och före detta fotbollsspelare (mittfältare).
Höckert kom 1998 till Östers IF från Landsbro IF, och spelade sedan för Öster i division 1 och Allsvenskan. Hon var därefter tränare i Östers IF.